# 4112 Грабал
4112 Грабал (4112 Hrabal) — астероїд головного поясу, відкритий 25 вересня 1981 року.
Тіссеранів параметр щодо Юпітера — 3,151.